# 川越広四郎
川越 広四郎（かわごえ こうしろう、1884年（明治27年） - 1933年（昭和8年））は、静岡県掛川市出身の画家。

## 人物
広告デザイン画を手掛ける画家であったと伝わる。1912年（大正元年）、東京府東京市神田区の猿楽町にあった銭湯「キカイ湯」の経営者から浴室の壁に壁画を描いて欲しいと懇請され、川越が自らの出身地にちなんで富士山を描いたところ、これが評判となり、全国津々浦々の銭湯に富士山の壁画が描かれるようになったと伝わる。